# Aspbergen
Aspbergen är ett naturreservat i Jokkmokks kommun i Norrbottens län.
Området är naturskyddat sedan 2013 och är 3,4 kvadratkilometer stort. Reservatet omfattar sluttningar öster om Norra och Östra Aspberget. Reservatet består av granskog med stort inslag av asp och sumpskog. 